# Иаков (Домский)
Епископ Иаков (в миру Иероним Петрович Домский; 6 (18) июля 1823, село Семенки, Брацлавский уезд, Подольская губерния — 27 мая (8 июня) 1889, Якутск) — епископ Якутский и Вилюйский, писатель, магистр Санкт-Петербургской духовной академии.

## Биография
Родился 6 июля 1823 года в селе Семенки Брацлавского уезда Подольской губернии в семье священника, настоятеля храма во имя апостола и евангелиста Иоанна Богослова. Восприемником его был записан Александр I, вместо которого присутствовал на крещении его адъютант.
Окончил Приворотское духовное училище. Учился в Каменец-Подольской духовной семинарии; в 1840 году, после смерти отца, был вынужден прервать обучение.
В 1841 году, при поддержке архиепископа Кирилла, поступил в Санкт-Петербургскую духовную семинарию, которую окончил с отличием в 1845 году.
В 1849 году окончил курс Санкт-Петербургской духовной академии со степенью кандидата богословия.
30 ноября 1849 года назначен учителем в Иркутскую духовную семинарию «на должность преподавателя по риторике, пиитике и учению о богослужебных книгах (для младшего отд-ния), по чтению греч. отцов и латинских писателей (для старшего отд-ния)».
13 июня 1858 года переведён учителем преподавателя словесности в Томскую духовную семинарию, с 8 сентября 1858 года был назначен её экономом. «Также преподавал всеобщую гражданскую историю (в младшем отд-нии) и рус. историю (в среднем отд-нии)».
8 октября 1860 года пострижен в монашество; 10 октября рукоположён во диакона, 11 октября — во иерея.
25 ноября 1861 года перемещён снова в Иркутск инспектором семинарии и одновременно назначен цензором проповедей, подаваемых духовенством, и цензором «Иркутских Епархиальных ведомостей».
11 июня 1865 года возведён в сан архимандрита.
В 1870 года назначен ректором вновь открытой Благовещенской духовной семинарии.
25 мая 1872 года архимандрит Иаков защитил магистерскую диссертацию в Петербургской духовной академии: «Исторический очерк русского проповедничества и взгляд на современное его направление» по его книге, напечатанной в 1871 году.
В 1878 году переведён ректором Пермской духовной семинарии.
В 1882 году был вызван в Санкт-Петербург на чреду священнослужения и проповеди и в следующем, 1883 году, был назначен архимандритом Данилова Троицкого монастыря в Переяславле, Владимирской губернии.
16 декабря 1883 года определением Святейшего Синода был назначен епископом Якутским и Вилюйским; 8 января 1884 года в Успенском соборе Московского Кремля был хиротонисан во епископа. В 1884 году Святейшим Синодом было принято решение о возрождении Якутской духовной семинарии. За время пребывания на своей кафедре Иаков (Домский) много потрудился для распространения грамотности и христианского просвещения среди якутов; в 1886 году была создана публичная библиотека-читальня; в 1888 году открыто женское епархиальное училище; в апреле 1887 года вышел первый номер «Якутских епархиальных ведомостей».
Скончался 27 мая 1889 года; был погребён в деревянной Вознесенской церкви Спасского монастыря в Якутске. Стал первым якутским епископом, похороненным в Якутии.
В декабре 1999 года при проведении земляных работ на территории бывшего Спасского монастыря (ныне — Якутский государственный музей истории и культуры народов Севера им. Е. Ярославского) были обнаружены нетленные останки архиерея вместе с облачением, которые были перенесены весной 2000 года в Градоякутский Никольский в Якутске, где и находятся ныне.

## Награды
- Орден Святой Анны 3-й степени (30 июня 1867)
- Орден Святой Анны 2-й степени (3 апреля 1873)
- Орден Святого Владимира 4-й степени (27 марта 1877)

## Сочинения
- Русское проповедничество, исторический его обзор и взгляд на современное его направление. — СПб., 1871.
- Исторический очерк русского проповедничества, Т. 1. — СПб., 1878.
- Пастырь в отношении к себе и пастве. — СПб., 1880.
- Сибирь и Пермь // Пермские епархиальные ведомости. 1880. — № 15, 16, 19, 24-26, 30, 31, 34-36, 46-48, 52; 1881. — № 6, 7, 17, 18, 23, 24, 34-36, 52; 1882. — № 1-3, 20, 21.

Исследование Иакова (Домского) «О недостатках современного проповедничества в его теории и практике» напечатано не было и его местонахождение ныне неизвестно.